# Die Papierindustrie
Der Verband Die Papierindustrie (Eigenschreibweise DIE PAPIERINDUSTRIE) ist der wirtschafts- und sozialpolitische Spitzenverband der deutschen Zellstoff- und Papierindustrie mit Sitz in Berlin und Dependancen in Bonn, Gernsbach und Brüssel. Der Verband ist ein eingetragener Verein und Mitglied im Bundesverband der Deutschen Industrie. Er vertritt die politischen Interessen der Branche auf nationaler Ebene. Als Mitglied im Verband der Europäischen Papierindustrie (Confederation of European Paper Industries – CEPI) ist er aktiv in die europäische Lobbyarbeit eingebunden. Auf internationaler Ebene repräsentiert DIE PAPIERINDUSTRIE die deutsche Papier- und Zellstoffindustrie auch im Internationalen Verband der Forst- und Papierverbände (International Council of Forest & Paper Associations – ICFPA). Der Verband ist Mitglied im Interessenverband Energieintensive Industrien in Deutschland.

## Daten
Der Verband ist im Juli 2021 durch eine Umfirmierung des Verbandes Deutscher Papierfabriken e. V. (VDP) entstanden, dessen erster Vorläufer bereits 1872 gegründet wurde. Die Papierindustrie ist damit einer der ältesten Industrieverbände in Deutschland. In ihm haben sich 104 Unternehmen sowie sieben regionale Verbände zusammengeschlossen. Er repräsentiert nach eigenen Angaben über 95 Prozent von Produktion und  Umsatz der Branche und sieht sich als Sprecher und Interessenvertreter der größten nationalen Papierindustrie Europas. Zum 1. Januar 2022 ist der Verband mit der Vereinigung der Arbeitgeberverbände der Deutschen Papierindustrie (VAP) verschmolzen. Der Einheitsverband trägt den Namen Die Papierindustrie.